# Mùa bão Tây Bắc Thái Bình Dương 1927
Mùa bão Tây Bắc Thái Bình Dương 1927 là một sự kiện mà theo đó các xoáy thuận nhiệt đới hình thành ở vùng phía tây bắc của Thái Bình Dương. Mùa bão sẽ kéo dài trong suốt năm 1927 với phần lớn các cơn bão hình thành từ tháng 5 đến tháng 11. Bài viết này chỉ đề cập đến các cơn bão hình thành trong phạm vi của Thái Bình Dương ở Bắc Bán Cầu và từ kinh tuyến 100 đến 180 độ. Bão nhiệt đới hình thành trên toàn Tây Bắc Thái Bình Dương sẽ được đặt tên bởi Cơ quan Khí tượng Nhật Bản  JMA . Áp thấp nhiệt đới được Trung tâm Cảnh báo Bão Liên hợp  JTWC  theo dõi sẽ có thêm hậu tố "W" phía sau số thứ tự của chúng. Áp thấp nhiệt đới trở lên hình thành hoặc di chuyển vào khu vực mà Philippines theo dõi cũng sẽ được đặt tên bởi Cục quản lý Thiên văn, Địa vật lý và Khí quyển Philippines  PAGASA . Đó là lý do khiến cho nhiều trường hợp, một cơn bão có hai tên gọi khác nhau.